# Velyka Berezovytsia
Velyka Berezovytsia (ucraniano: Вели́ка Березови́ця; polaco: Berezowica Wielka) es un asentamiento de tipo urbano de Ucrania, perteneciente al raión de Ternópol en la óblast de Ternópol.
En 2019, el asentamiento tenía una población de 8391 habitantes. Desde 2020 es sede de un municipio con una población total de veintitrés mil habitantes, que incluye como pedanías quince pueblos: Butsniv, Velyka Luká, Yosypivka, Luchka, Maryánikva, Myroliúbivka, Myshkovychi, Nastásiv, Óstriv, Pétrykiv, Seredynky y Jatký.
Se conoce la existencia del lugar en documentos desde 1458, cuando era una finca rústica de la familia noble Buczacki, los señores de Búchach. Se conoce su existencia como pueblo en documentos desde 1611. En el siglo XIX era un pueblo de unos mil quinientos habitantes, habitando casi exclusivamente por ucranianos, con pequeñas minorías de polacos y judíos. Desde mediados del siglo XX, el pueblo se desarrolló notablemente como parte del área urbana de Ternópol. La RSS de Ucrania le dio el estatus de asentamiento de tipo urbano en 1957, aunque en 1958 perdió parte de su territorio septentrional, que pasó a formar parte del territorio de la ciudad de Ternópol.
Se ubica en la periferia meridional de la capital regional Ternópol, a orillas del río Seret, en la salida de la ciudad de la carretera M19 que lleva a Chernivtsí.